# Humberto de Nito
Humberto de Nito (1 de enero de 1891-12 de septiembre de 1957) fue un músico, compositor y docente argentino nacido en la ciudad de Rosario, Santa Fe.
Comenzó su lazo con la música en su ciudad natal, a la par de su hermano, José de Nito, para luego realizar estudios de perfeccionamiento en el Real Conservatorio de Música en San Pietro a Maiella,sito en Nápoles, Italia.
Sus obras más destacadas son: Petit Suite, La rondé que passe, Vals, Cajita de Música y Minué de muñecas.
Como homenaje, el anfiteatro municipal que se encuentra en el Parque Urquiza, lleva su nombre.